# Argenton-Notre-Dame
Argenton-Notre-Dame is een plaats en voormalige gemeente in het Franse departement Mayenne in de regio Pays de la Loire en telt 181 inwoners (1999). De plaats maakt deel uit van het arrondissement Château-Gontier.

## Geschiedenis
Argenton-Notre-Dame is op 1 januari 2019 gefuseerd met de gemeenten Bierné, Saint-Laurent-des-Mortiers en Saint-Michel-de-Feins tot de gemeente Bierné-les-Villages. 

## Geografie
De oppervlakte van Argenton-Notre-Dame bedraagt 6,7 km², de bevolkingsdichtheid is 27,0 inwoners per km².
De onderstaande kaart toont de ligging van Argenton-Notre-Dame met de belangrijkste infrastructuur en aangrenzende gemeenten.

## Demografie
Onderstaande figuur toont het verloop van het inwonertal (bron: INSEE-tellingen).

Argenton-Notre-Dame · Bierné · Saint-Laurent-des-Mortiers · Saint-Michel-de-Feins